# Herb powiatu wyszkowskiego
Herb powiatu wyszkowskiego – jeden z symboli powiatu wyszkowskiego, autorstwa Szymona Kobylińskiego, ustanowiony 19 sierpnia 2001.

## Wygląd i symbolika
Herb przedstawia na tarczy w polu zielonym żółty snop zboża (nawiązanie do herbu Wazów i postaci Karola Ferdynanda Wazy), związany symetrycznie białą wstęgą, symbolizującą Bug i Narew, z tarczą sercową z herbem Wyszkowa. Całość wieńczy biały krzyż kawalerski.